# 제리 래시

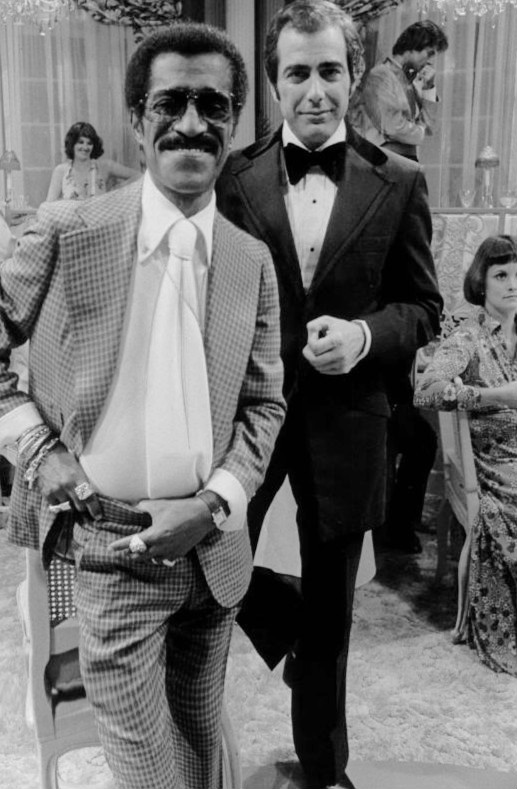

제리 래시(Jerry Lacy, 1936년 3월 27일 ~ )는 미국의 배우, 텔레비전 배우이다.
수시티에서 태어났다.

## 영화
- 홀리데이 로드 트립 (2013년)
- 슈퍼 샤크 (2011년)
- 악령의 피 (1976년)
- 애즈 더 월드 턴즈 (1956년)